# Нікольський (Новосибірська область)
Нікольський (рос. Никольский) — селище у Тогучинському районі Новосибірської області Російської Федерації.
Входить до складу муніципального утворення міське поселення робітниче селище Горний. Населення становить 121 особа (2010).

## Історія
Згідно із законом від 2 червня 2004 року органом місцевого самоврядування є міське поселення робітниче селище Горний.

## Населення
| 2002 | 2007 | 2010 |
| ---- | ---- | ---- |
| 130  | →130 | ↘121 |